# إدوين لايتون
إدوين توماس لايتون (بالإنجليزية: Edwin T. Layton) (7 أبريل عام 1903 – 12 أبريل عام 1984) وكان عميدًا بحريًا في بحرية الولايات المتحدة. يشتهر لايتون بعمله كضابط استخبارات أثناء الحرب العالمية الثانية وقبلها.

## نشأته
وُلد إدوين توماس لايتون في 7 أبريل عام 1903 في نافاو في ولاية إلينوي وهو ابن جورج إ. لايتون وزوجته ماري س. لايتون. التحق لايتون بأكاديمية الولايات المتحدة البحرية في أنابوليس، ماريلاند وتخرج عام 1924. وقضى لايتون الخمس سنوات المقبلة مع أسطول المحيط الهادئ على متن السفينة الحربية يو إس إس ويست فرجينيا والمدمرة يو إس إس تشيس.

## المسيرة المهنية البحرية

### الحرب العالمية الثانية
كان لايتون بطلًا في استخدام معلومات اختراق الكود في عمليات التخطيط للحرب وكان له مؤيدون أقوياء من كلا العميدين الأدميرال كيميل والأميرال نيميتز.
يصف كتاب لايتون كيف كان كيميل ونظيره في الجيش في ميناء هاربور الجنرال والتر سي. شورت والقادة هناك أكباش فداء للفشل من قبل كبار المسؤولين في واشنطن، واتهم لايتون الأميرال ريتشموند ك. ترنر بشكل خاص باحتكار الاستخبارات البحرية في واشنطن التي كانت ستحذر كيميل وموظفيه من قرب وقوع الهجوم، وحقيقة أن ميناء بيرل هاربور يمكن أن يكون هدفًا لهذا الهجوم.
إن حجة لايتون مفصلة وشاملة، لكنه يؤكد، بصفة عامة، أنه على الرغم من أن واشنطن كانت تقرأ أعلى مستوى من القانون الدبلوماسي الياباني بيربل (الأرجواني)، فإن القليل من هذا كان متاحًا للقادة الميدانيين، بخلاف الجنرال دوغلاس ماكارثر في الفلبين الذي فشل في التصرف ليس فحسب في معطيات قانون (بيربل) بل بعد أن عرف أن بيرل هاربور قد تعرض للهجوم.
ولم تتضمن المعلومات الدبلوماسية التي أنكروها بيانات عن اقتراب الحرب فقط، بل تضمنت أيضًا رسائل مرسلة من هونولولو إلى طوكيو من قبل تاكيو يوشيكاوا، الجاسوس الذي أُرسل للمراقبة والإبلاغ يوميًا عن المواقع الدقيقة للسفن في الميناء، وذلك باستخدام نظام شبكة صُمم بوضوح لغرض استهداف الطوربيدات والقنابل. إن أولئك الذين فوق تيرنر، بمن فيهم رئيسه رئيس العمليات البحرية والأدميرال هارولد رينزفورد ستارك وحتى الجنرال جورج مارشال، يلقون اللوم رغم بعض التفاصيل التي لا تزال مفقودة في السجل الرسمي.
وعالم لغوي آخر يدعى فورست بيارد كان في المجموعة الأخيرة لإرساله إلى اليابان لدراسات اللغة، عمل لدى فريق روشفورت هيبو فور مغادرته اليابان في عام 1941. وكان فريق هيبو يقع في قبو يسمى (الزنزانة) من قبل أعضاء الفريق. ويصف بيارد لايتون في خطاب ألقاه أمام المتحف الوطني للتشفير أنه العضو السادس من فريق مكون من خمسة أعضاء (جوزيف ج. روشفورت، وجو فينيجان، وألڤا ب. لاسويل، وويسلي أ. رايت، وتوماس داير) الذي أنتج المعلومات التي كانت مهمة للفوز بمعركة ميدواي (منتصف الطريق)، في أعقاب معركة بحر المرجان. ويميز لايتون قائلًا:
«وقد كان هناك شخص – شخص مميز للغاية – لم يخدم في الزنزانة معنا ولكنه يستحق مكانًا رفيعًا جدًا في قائمة الخمسة أشخاص لتتوسع وتصبح ستة أشخاص. ولحسن الحظ فقد عمل فوق الأرض في هواء هاواي المنعش. لقد كان مثل الدينامو البشري حاد وسريع التفكير وسريع الفعل وبديهي وسريع الفهم وعدواني للغاية.
كان طالب لغة يابانية في طوكيو في مهام سابقة، ثم أصبح لاحقًا مفكك شيفرات، وانتقل من موظف للأدميرال كيميل في 31 ديسمبر ليواصل عمله في منصب ضابط استخبارات شاب عند الأدميرال نيميتز. وقد كان الملازم القائد إدوين تي. لايتون من الطبقة الأكاديمية البحرية في عام 1924. وجدت بيني وبين لايتون العديد من الاهتمامات الاستخباراتية المشتركة، التي لا علاقة لها تقريبًا بعمل الزنزانة، لذلك تعرفت عليه جيدًا وأقدر تمامًا مساهماته الهائلة بنتائجنا.
وكان جو روشفورت وإيدي لايتون صديقان حميمان لوقت طويل، درسوا اللغة اليابانية معًا في طوكيو في الفترة ما بين 1929 إلى 1932.وعملوا معًا هنا في بيرل هاربور بتناغم تام وشكلوا فريقًا مثاليًا تقريبًا. وأعطى روشفوت لايتون تقديرات وتحليلات واضحة وموثوقة بشكل ملحوظ. ثم أضاف سريع البديهة لايتون تعليقات واقتراحات، أو المزيد من التحليلات. وبعد ذلك اضطر لبيع المحصلة النهائية إلى الأدميرال نيميتز. شكرًا لله فقد تعلم الأدميرال نيميتز تحت الضغط الشديد وبسرعة أن يثق بالثنائي روشفورت ولايتون اللذان جلبا له هذه المعلومات المقيدة والسرية للغاية، وقد كان البعض الآخر من موظفيه في البداية عرضة للتخمين - حتى ولو كان هناك تخمين خطير».
خلال مايو من عام 1942 كان لايتون وفريق روشفوت بشكل خاص يقاتلون واشنطن بقدر ما يقاتلون اليابانيين – سواء من حيث المكان الذي سيحدث فيه الهجوم التالي أو متى سيحدث. وقالت واشنطن إن بورت موريسبي أو جزر ألوتيان في منتصف يونيو، وقال روتشفورت/لايتون في ميدواي، الأسبوع الأول في يونيو.
وقد سُردت قصة كيف ساد فريق روشفورت في مقال روشفورت وبتفصيل أكبر بكثير في كتاب لايتون. وقد استحق نيميتز أعلى درجات الثناء لإدراكه أن تحليلهم كان الأسلم وهو أمر يستحق لايتون عليه قدرًا كبيرًا من الائتمان والتصديق، ولمخاطرته بغضب رئيسه في واشنطن، الأدميرال كينغ، وهو أمر يستحق عليه نيميتز بمفرده قدرًا كبيرًا من الائتمان. (وإن اختيار الأدميرال ريموند سبرانس ليحل محل الأدميرال وليليام ف. هيلسي جونيور، كانت خطوة صحيحة، كما كان القرار السابق بالاحتفاظ بضباط استخبارات كيميل).
وبقي لايتون في طاقم أسطول المحيط الهادئ، حتى فبراير 1945، ثم قام بجولة عمل لمدة ثلاث سنوات كقائد لمستودع الشبكة البحرية الأمريكية في تيبورون، كاليفورنيا. خلال هذا الوقت، دعاه الأدميرال شيستر و. نيميتز، كدليل على اعترافه بمساهمات لايتون، إلى خليج طوكيو عندما سلم اليابانيون أنفسهم رسميًا في 2 سبتمبر 1945.
شغل العمل الاستخباراتي لايتون مرة أخرى، في مهمة مدتها سنتان كأول مدير لمدرسة الاستخبارات البحرية في واشنطن العاصمة.

## التصوير في وسائل الإعلام
ألهمت أعمال لايتون شخصية ماثيو غارث في عام 1976 في فيلم منتصف الطريق. إن الدور الحيوي لغارث، في ترجمة عمليات اعتراض الراديو غير المهمة إلى معلومات استخباراتية مفيدة، يعكس بوضوح مساهمة لايتون الفعلية. وسيظهر في فيلم منتصف الطريق مصورًا من قبل الممثل باتريك ويلسون.

## الأوسمة والشرف
هنا تجد مخطط شريط العميد البحري إدوين ت. لايتون:
كرّمت كلية الحرب البحرية في نيوبورت في رود آيلاند لايتون في الستينيات من القرن الماضي بتسمية مقعد رئيس الاستخبارات البحرية باسمه.
| الصف الأول  | وسام الخدمة المتميزة البحرية                   | وسام الخدمة المتميزة البحرية          | وسام الشرف للبحرية                    | وسام الشرف للبحرية             |
| الصف الثاني | توصية الوحدة البحرية                           | وسام خدمة الدفاع الأمريكي             | وسام خدمة الدفاع الأمريكي             | وسام الحملة الأمريكية          |
| الصف الثالث | وسام حملة آسيا والمحيط الهادي بخدمة أربعة نجوم | وسام النصر في الحرب العالمية الثانية  | وسام النصر في الحرب العالمية الثانية  | وسام خدمة الغزو البحرية        |
| الصف الرابع | وسام خدمة الدفاع الوطني                        | وسام الخدمة الكورية مع ثلاث نجوم خدمة | وسام الخدمة الكورية مع ثلاث نجوم خدمة | وسام خدمة الأمم المتحدة لكوريا |

## أعمال
- أصدر ويليام مورو كتاب وقد كنت هناك: كشف أسرار معارك ميناء بيرل ومنتصف الطريق عن إدوين ت. لايتون وروجر بينو وجون كوستيلو في عام 1985.